# ماساتو تاناكا
ماساتو تاناكا (باليابانية: 田中将斗؛ بالكانا: たなか まさと) هو مصارع محترف ياباني، ولد في 28 فبراير 1973 في واكاياما في اليابان.

## وصلات خارجية
- ماساتو تاناكا على موقع CageMatch worker (الإنجليزية)
- ماساتو تاناكا على موقع قاعدة بيانات المصارعة على الإنترنت (الإنجليزية)
- ماساتو تاناكا على موقع عالم المصارعة على الإنترنت (الإنجليزية)
- ماساتو تاناكا على موقع عالم المصارعة على الإنترنت (الإنجليزية)

- ماساتو تاناكا على موقع IMDb (الإنجليزية)
- ماساتو تاناكا على موقع قاعدة بيانات الفيلم (الإنجليزية)